# Джун Гавер
Джун Гавер (англ. June Haver; 10 червня 1926 — 4 липня 2005), ім'я при народженні — Беверлі Джун Стовенур (англ. Beverly June Stovenour) — американська акторка, співачка, танцівниця та зірка мюзиклів студії «20th Century Fox» у 1940-х роках.

## Біографія

### Дитинство
Народилася 10 червня 1926 року в Рок-Айленді, штат Іллінойс (США) середньою з трьох доньок Фреда та Мері Стовенур. Старшу сестру звали Дороті, молодшу — Евелін. Батьки розлучилися, коли доньки були ще малі. Через деякий час мати одружилася з Бертом Гавером, який дав усім дівчаткам своє прізвище. Незабаром родина переїхала до Цинциннаті в штаті Огайо. Там шестирічна Джун вперше з'явилася на сцені у постановці місцевого театру «Північ у магазин іграшок».
Таємничим чином для Джун знайшовся викладач музики. У дитсадку працював педагог, на заняття якого Джун записали без дозволу батьків. Коли ж ті дізналися й почули, як вона грає Гайдна, то погодилися оплачувати уроки. Незабаром вона досягла такої майстерності, що у семирічному віці зіграла з Юджином Гуссенсом та Симфонічним оркестром Цинциннаті.
Джун також розвивала драматичний талант і вдосконалювалася у мистецтві виступів на публіці. У вісім років вона почала брати уроки красномовства та виграла багато змагань виступів на публіці. Її здібності так вражали, що агент «MGM», здійснюючи турне країною, сподіваючись виявити ще одну Ширлі Темпл, переглянувши виступи 5,000 осіб, серед яких була і Джун, запропонував їй контракт на головні ролі для «MGM». Але мати вирішила, що для дитини головне — нормальне дитинство, і пропозицію було відхилено.
Незабаром сім'я повернулася до Лонг-Айленду. Там 11-річна Джун вирушила на місцеву радіостанцію із пропозицією зробити нове радіошоу. На це шоу запрошували талановитих дітей міста, а Джун була ведучою. Власник зацікавився, але не був упевнений, що знайдеться спонсор. Тоді Джун зацікавила пропозицією компанію, яка виготовляє морозиво, і спонсора було знайдено. Так Джун почала отримувати на тиждень два долари та необмежену кількість морозива. За кілька років шоу стало настільки популярним, що почало виходити тричі на тиждень.
У 1941 році відомий музикант Тед Фіо Ріто, перебуваючи у Чикаго, почув Джун Гавер по радіо і викликав її на прослуховування. Дівчина справила на нього таке враження, що він одразу ж запропонував їй гонорар у 75 доларів на тиждень та місце вокалістки на час літніх гастролей. Але, оскільки Джун була неповнолітньою, її у всіх поїздках супроводжувала матір. Тур закінчувався у Каліфорнії. Незабаром мав розпочатися новий навчальний рік. Мати Джун, розуміючи, які перспективи відкриє перед її дітьми Голлівуд, вирішила всією сім'єю переїхати до Беверлі-Гіллз. Там Джун була зарахована до Beverly Hills High School.
У школі Беверлі Гіллз вона брала участь у кількох шкільних виставах. А її мати в цей час обдзвонювала всі кіностудії, розхвалюючи таланти доньки. Всі студії робили пропозиції, але перевага була віддана 20th Century Fox, бо компанія знаходилася ближче за всіх. Але за півроку Джун не запропоновали жодної ролі. На питання її агента в студії відповіли, що станом на поточний час не можуть дати їй роль і продовжити контракт. Джун написала власний сценарій для зйомки про історію молодого піаніста. Це презентувало її драматичні, музичні та вокальні дані. Зйомка вдалася і контракт було продовжено. Але минуло ще три місяці, перш ніж Джун викликали на зйомки фільму «Уся банда в зборі».

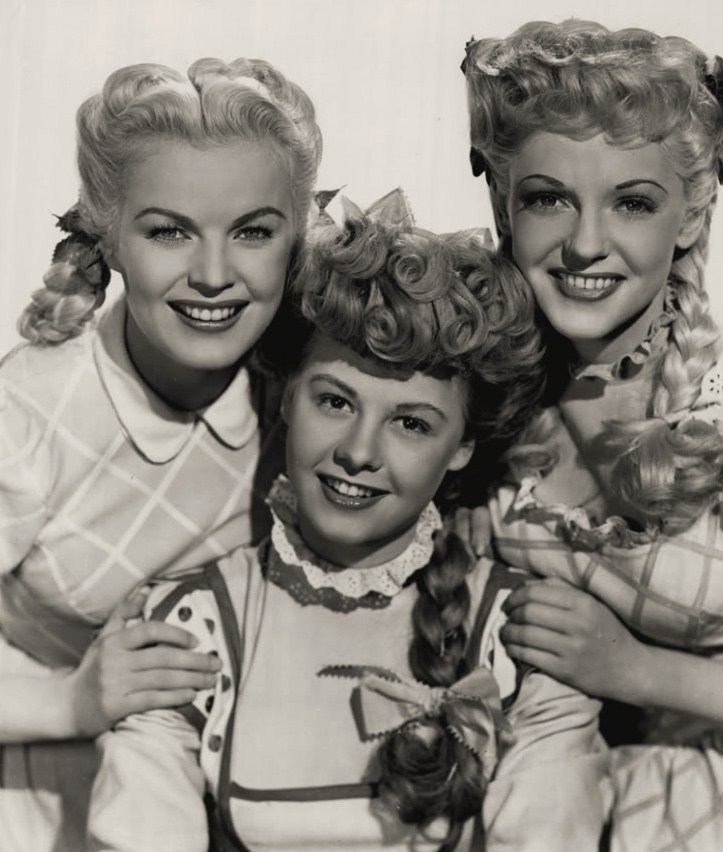
Джун Гавер, Віра-Еллен та Вівіан Блейн у фільмі «Три дівчинки в блакитному» (1946)

### Кар'єра
Першою роллю Джун Гавер стала дівчина у хорі у фільмі «Уся банда в зборі». У цей же час із діючої армії повернувся віцепрезидент студії «20th Century Fox» Дерріл Ф. Занук. Він мав переглянути всі чинні контракти, підписані за його відсутності. Він звернув увагу на численні таланти Гавер і вважав її можливою наступницею Бетті Грейбл.
Гавер з'явилася в наступному фільмі «Будинок в Індіані», який вийшов у 1944 році. А успіх до неї прийшов у 1944-му, після ролі Мері О'Браєн у фільмі «Ірландські очі посміхаються», де вона зіграла з Монті Вуллі та Ентоні Квінном. 18-річна Гавер відразу стала шалено популярною. Її миттєво звели до рангу зірки. Один за одним, було ще 12 фільмів: «Куди ми звідси підемо?», на зйомках якого вона познайомилася Фредом Макмюрреєм, «Сестрички Доллі», де втілила сестру-близнючку Бетті Грейбл, «Скудда-у! Скудда-ей!», де з нею знімалися Волтер Бреннан та українка Наталі Вуд.
Місце Бетті Грейбл вона не посіла, але Джун називали «Кишеньковою Грейбл». На студії тоді відкрили нову зірку — Мерилін Монро. Гавер уклала контракт із «20th Century Fox» ще 1946 року на ролі статисток. Монро з'явилася в масовці фільму «Скудда-у! Скудда-ей!», а в «Любовному гніздечку» зіграла одну з головних ролей поряд із Гавер.
У 1952 році Джун Гавер оголосила, що після закінчення контракту піде з екрану, маючи намір стати послушницею в монастирі. Вона дотримала слова і останній фільм за її участю було знято 1953 року. Це була комедія «The Girl Next Door», де вона зіграла зірку нічного клубу Дженні Лерд. Її партнером був Ден Дейлі.
Джун Гавер виявилася однією з зірок Голлівуду, що яскраво спалахнули і швидко згасли. Її кар'єра була короткою і не дозволила розкрити всю глибину таланту.

### Особисте життя
1947 року, взявши чотири дні відпустки між зйомками, Джун Гавер у Лас-Вегасі пошлюбила музиканта Джиммі Зіто. Пізніше вона зізнавалася, що рішення було імпульсивним. І хоча Зіто виявився любителем нічних прогулянок із друзями та завсідником барів, шлюб протримався майже рік.
Через деякий час Гавер познайомилася зі стоматологом Джоном Д'юзаком. У 1949 році він зробив пропозицію, але через формальності, пов'язані з її попереднім шлюбом, відразу одружитися вони не змогли. Невдовзі Д'юзак тяжко захворів і помер під час операції 30 жовтня 1949 року. Спустошена, Гавер шукала розраду в релігії. У 1950 році акторка здійснила паломництво до Ватикану і вирішила прийняти послух після закінчення контракту зі студією.
Після виходу останнього фільму Джун Гавер пішла до монастиря сестер милосердя в Канзасі. Але слабке здоров'я не дозволило їй довго дотримуватися монастирських правил. Через 8 місяців вона повернулася додому, давши перед цим обітницю повернутися до монастиря, як тільки зможе. Але у Голлівуді вона зустріла Фреда Макмюррея, знайомого з фільму «Куди ми звідси підемо?», який недавно овдовів з двома дітьми.
Джун Гавер була республіканкою і підтримувала Дуайта Ейзенхауера під час президентських виборів 1952 року.
Гавер та Макмюррей одружилися 28 червня 1954 року та щасливо прожили разом 37 років. Макмюррей мав двох прийомних дітей від першого шлюбу — сина Роберта та доньку Сьюзен. Разом із Гавер вони удочерили ще двох дівчат — Кетрін та Лорі. Востаннє на екрані Джун Гавер з'явилася 1959 року. Після цього вона знайшла себе дизайнеркою інтер'єрів.
Джин Гавер померла 4 липня 2005 року. У неї залишилося четверо дітей, семеро онуків та четверо правнуків.

## Вибрана фільмографія
- 1943 — Уся банда в зборі — дівчина з хору
- Будинок в Індіані (1944) — «Крі-Крі» Брюс
- Ірландські очі посміхаються (1944) — Мері О'Браєн
- Куди ми підемо? (1945) — Люсіль Павелл / Гретхен / Індіан
- Сестрички Доллі (1945) — Розі
- Три дівчинки в блакитному (1946) — Пем Чартерс
- Скудда-у! Скудда-ей! (1948) — Ред МакГілл
- Любовне гніздечко[en] (1951) — Конні Скотт

## Визнання
Джун Гавер має зірку на Голлівудській алеї слави № 1777. Кіноархів Академії зберігає колекцію Фреда МакМюррея-Джун Гавер. Кіноматеріали в Кіноархіві Академії доповнюються матеріалами в документах Фреда МакМюррея та Джун Гавер у Бібліотеці Маргарет Геррік Академії.